# Râul Baranga
Râul Baranga este un curs de apă, afluent al râului Colentina. 